# Ibn al-Haddad
Abu-Abd-Al·lah Muhàmmad ibn Àhmad ibn Uthman al-Qaysí (àrab: أبو عبد الله محمد بن أحمد بن عثمان القيسي, Abū ʿAbd Allāh Muḥammad b. Aḥmad b. ʿUṯmān al-Qaysī) conegut com a Ibn al-Haddad (àrab: ابن الحداد, Ibn al-Ḥaddād) (Guadix, 1030 - ?, 1087), fou un poeta andalusí nascut a Wadi Aix, però que va viure la major part de la seva vida a Almeria com a poeta de la cort de Muhàmmad ibn Man ibn Sumàdih al-Mútassim (1051-1077). Va morir el 1088.